# Tour Force One
Tour Force One es un tour de la banda de hard rock Lordi, que comenzó el 30 de enero de 2015. La gira sólo contempló países de Europa, terminando en Suecia el 20 de agosto de 2016.
Tour Force One:
- 30 de enero - BeatCon, Jyväskylä, Finlandia
- 1 de febrero - Progresja, Varsovia, Polonia
- 2 de febrero - K17, Berlín, Alemania
- 3 de febrero - Markthalle, Hamburgo, Alemania
- 5 de febrero - Batschkapp, Frankfurt, Alemania
- 6 de febrero - Hellraiser, Leipzig, Alemania
- 7 de febrero - Hirsch, Núremberg, Alemania
- 8 de febrero - LKA, Stuttgart, Alemania
- 11 de febrero - Backstage, Múnich, Alemania
- 13 de febrero - VAZ, Burgengenfeld, Alemania
- 14 de febrero - Kaminwerk, Memmingen, Alemania
- 15 de febrero - Z7, Pratteln, Suiza
- 18 de febrero - Essigfabrik, Colonia, Alemania
- 19 de febrero - Matrix, Bochum, Alemania
- 21 de febrero - Conrad Sohm, Dornbirn, Austria
- 24 de febrero - Barba Negra Club, Budapest, Hungría
- 25 de febrero - MMC, Bratislava, Eslovaquia
- 27 de febrero - Masters of Rock Cafe, Zlin, República Checa
- 28 de febrero - Meet Factory, Praga, República Checa
- 1 de marzo - Aladin, Bremen, Alemania
- 4 de marzo - Alcatraz, Milán, Italia
- 5 de marzo - Orion, Roma, Italia
- 6 de marzo - Deposito Giordani, Pordenone, Italia
- 7 de marzo - Kino Siska, Liubliana, Eslovenia
- 10 de marzo - Dynamo, Eindhoven, Países Bajos
- 11 de marzo - De Kreun, Kortrijk, Bélgica
- 15 de marzo - Ninkasi, Lyon, Francia
- 17 de marzo - Trabendo, París, Francia
- 19 de marzo - Sala Penelope, Madrid, España
- 20 de marzo - Sala Santana 27, Bilbao, España
- 21 de marzo - Sala Quattro, Avilés, España
- 22 de marzo - C.C.Delicias, Zaragoza, España
- 24 de marzo - Lemon Grove, Wakefield, Reino Unido
- 25 de marzo - Warehouse 23, Exeter, Reino Unido
- 26 de marzo - O2 Academy Club, Mánchester, Reino Unido
- 27 de marzo - Classic Grand, Glasgow, Reino Unido
- 29 de marzo - Mo Club, Southampton, Reino Unido
- 1 de abril - Sub 89 Club, Reading, Reino Unido
- 3 de abril - The Live Room, Chester, Reino Unido
- 4 de abril - Marnle Factory, Bristol, Reino Unido
- 5 de abril - O2 Academy, Londres, Reino Unido
- 6 de abril - Concorde 2, Brighton, Reino Unido
- 6 de junio - Festival Oliver's Corner, Helsinki, Finlandia
- 8 de agosto - Rockfels, Lorelei, Alemania
- 14 de noviembre - Aurora Concert Hall, St. Petersburgo, Rusia
- 15 de noviembre - Volta Club, Moscú, Rusia
- 4 de junio - Metalfest, Pilsen, República Checa
- 9 de junio - Sweden Rock Festival, Solvesborg, Suecia
- 1 de julio - Tuska Festival, Helsinki , Finlandia
- 10 de julio - Fayne Misto, Ternópil, Ucrania
- 20 de agosto - Sabaton Festival, Falun, Suecia